# TAKENOKO!!!
TAKENOKO!!!とは、中田ヤスタカが主宰するイベント。「クラブシーンは深夜だけのものではない」というコンセプトのもと、未成年も歓迎する趣向のDJイベント。

## 概要
未成年も楽しめるデイタイムのクラブイベントとして2011年に初開催。

## 開催地
- 2012年8月18日：TAKENOKO!!!×ROCK KIDS 802[1]（なんばHatch）
- 2012年8月25日：J-WAVE“HELLO WORLD”×TAKENOKO!!!～SUMMER SPECIAL～（新木場STUDIO COAST）
- 2013年4月29日：東急東横線渋谷駅の跡地「SHIBUYA ekiato」（youtubeで同時配信）
- 2014年8月3日：UMI-POP'14×TAKENOKO!!![2]（船の科学館）
- 2015年6月20日：～ムジークフェスト なら2015 万葉浪漫～!!!TAKENOKO meets 橿原神宮[3]（橿原神宮外拝殿）
- 2015年8月9日：TAKENOKO!!!-お台場夢大陸SPECIAL-[4]
- 2015年10月24日：ハロシブ’15（O-EAST）

- 2016年1月9日：TAKENOKO!!! In 世界遺産 中城城跡（中城城跡）
- 2016年3月13日：駅、神社、世界遺産、そして次なる開催地はラグビー場！？TAKENOKO!!!（東大阪市花園ラグビー場）
  - 「今まで花園ラグビー場に来たことない人たちにもスタジアムを体験して欲しい」という東大阪市の意向を汲んで、MBS高校ラグビー推進プロジェクトと協力して開催[5]。
- 2016年9月16日：THE 祭-MATSURI-～TAKENOKO!!!前夜祭～（WORLD,KYOTO）
- 2016年9月17日：平安神宮奉納ライブ2016～MOSHI MOSHI NIPPON presents TAKENOKO!!!～（平安神宮）
  - 「もしもしにっぽんプロジェクト」と連携
- 2016年9月17日：THE 祭-MATSURI-～TAKENOKO!!!後夜祭～（WORLD,KYOTO）